# Kosmos 188
Kosmos 188 (ryska: Космос-188) var en obemannad testflygning i Sovjetunionens Sojuzprogram. Farkosten sköts upp från Kosmodromen i Bajkonur den 30 oktober 1967 med en Sojuz-raket. 
Den återinträdde i jordens atmosfär och landade i Sovjetunionen den 2 november 1967.
Kosmos 188 genomförde tillsammans med Kosmos 186 den första automatiska dockningen mellan två farkoster i rymden.